# Agarkowo (obwód kurski)
Agarkowo (ros. Агарково) – wieś (ros. деревня, trb. dieriewnia) w zachodniej Rosji, w sielsowiecie bierieznikowskim rejonu rylskiego w obwodzie kurskim.

## Geografia
Miejscowość położona jest nad rzeką Amońka, 10 km od centrum administracyjnego sielsowietu bierieznikowskiego (Bieriezniki), 14,5 km od centrum administracyjnego rejonu (Rylsk), 102 km od Kurska.
W granicach miejscowości znajduje się 29 posesji.

## Demografia
W 2010 r. miejscowość zamieszkiwało 10 osób.